# Stazione di Tourcoing
La stazione di Tourcoing (Gare de Tourcoing in francese) è una stazione ferroviaria della linea Fives-Mouscron posta a servizio della città francese di Tourcoing, nell'Alta Francia.

## Storia
La stazione di Tourcoing fu aperta al traffico il 14 novembre 1842 dalla Compagnie des chemins de fer de Lille et Valenciennes à la frontière belge. L'attuale fabbricato passeggeri fu costruito nel 1905 su progetto dell'architetto della Compagnie du Chémin de fer du Nord Sidney Dunnet che già aveva disegnato la vicina stazione di Roubaix.
Dalla stazione di Tourcoing il 1º settembre 1944 partì l'ultimo convoglio di deportati politici verso la Germania. Fu iscritta nel registro dei monumenti storici il 28 dicembre 1984.